# Другет, Филипп
 Филипп Другет  (венг. Druget Fülöp, словац. Filip Druget, укр. Філіпп Другет; ок. 1288 — июнь или июль 1327) — неаполитанский рыцарь французского происхождения, который сопровождал двенадцатилетнего претендента Карла Роберта Анжуйского в Венгрию в 1300 году. После того, как Карл I победил своих врагов в борьбе за трон, Филипп приобрёл обширные владения и владел различными комитатами в северо-восточных частях Королевства Святого Иштвана, создав там полуавтономную провинцию. Филипп интегрировался в ряды венгерской знати и считается основателем могущественной семьи Другет, которая в подавляющем большинстве доминировала при королевском дворе до 1340-х годов, но и позже продолжала играть важную роль, пока её мужская линия не вымерла в XVII веке.
Филипп Другет служил казначеем королевского двора с 1321 по 1323 год, затем палатином Венгрии с 1323 года до своей смерти. Поскольку у него не было выживших потомков мужского пола, его старший брат Янош (Жан) прибыл из Неаполя, чтобы наследовать ему в качестве палатина, в то время как его племянник Уильям унаследовал его провинцию.

## Происхождение и ранняя жизнь
Филипп Другет родился в неаполитанской дворянской семье, происходившей из Королевства Франция. Они принадлежали к той итальянской элите французского или провансальского происхождения, которая прибыла в Апулию (Южная Италия) вместе с графом Карлом I Анжуйским, братом короля Франции Людовика IX Святого, который завоевал королевство Сицилия в 1266 году. Филипп был младшим сыном Жана Другета (лат. Йоханнес де Трогект) и некой Изабеллы из неустановленной семьи. Согласно повествованию Карла I Венгерского, Филипп и король были примерно одного возраста, следовательно, он родился около 1288 года. Его старший брат Янош Другет был на год или два старше его. У них также была сестра Матильда. Все они были еще несовершеннолетними на рубеже XIII и XIV веков, потому что их имена появились в уменьшительных формах в одном документе около 1300 года («Иоанноктус, Филиппоктус и Маттильда Другетии»). По словам Карла, Филипп Другет также прошел военную подготовку, возможно, он уже прошел подготовку в качестве оруженосца или рыцаря во время своего прибытия в Венгрию.
Родители Жан и Изабелла получили вотчины в Неаполе. О Жане говорили как о королевском камердинере при дворе Карла II Неаполитанского. И Джон, и Изабелла умерли к середине 1290-х годов. Старший брат Жана Николас и его жена Изабелла де Ла Форе усыновили и взяли на себя заботу о детях, которые тоже стали их непосредственными наследниками. Николас служил лордом-стюардом у жены Карла Мартеля Клеменции с 1292 по 1295 год. Оба умерли от чумы в Неаполе. В 1298 году Николас упоминался как воспитатель детей покойного Карла Мартела, то есть Карла (будущий король Венгрии), Клеменции и Беатриче. Следовательно, племянники Николаса Жан и Филипп воспитывались вместе с принцем Карлом Робертом при королевском дворе, где они лелеяли свою дружбу и союз на всю жизнь. В то время как Жан Другет поступил на службу к Клеменции (впоследствии на короткое время ставшей королевой-консортом Франции), младший брат Филипп принадлежал к свите Карла Роберта, который был бы законным наследником своего деда Карла II. Однако король исключил малолетнего Карла из права наследования трона Неаполитанского королевства, когда объявил своего третьего сына Роберта своим наследником. Вместо этого Карл был отправлен в Венгрию, чтобы претендовать на трон в 1300 году, и молодой Филипп сопровождал его в королевство.

## Борьба за Карла
По приглашению нескольких венгерских баронов, которые выступили против короля Венгрии Андрея III, молодой Карл и его сопровождающие высадились в Сплите в Далмации в августе 1300 года. Они прибыли всего с двумя галерами, транспортным кораблем и 150 лошадьми, что отражало очень малочисленный его эскорт, состоящий из итальянских и французских рыцарей. Среди них только Филипп Другет сыграл значительную роль в последующей объединительной войне против олигархических владений и управления королевством. К приезду Карла политическое положение молодого претендента резко ухудшилось, потому что Андрей III примирился с самыми могущественными олигархами, включая Матуша Чака и Генри Кесеги. Даже после смерти Андрея и пресечения династии Арпадов в январе 1301 года подавляющее большинство баронов поддержало притязания короля Чехии Вацлава Пржемысловича, соперника Карла. Борьба за венгерский престол во время так называемого междуцарствия характеризовала следующее десятилетие. Нет никакой информации о какой-либо деятельности Филиппа в этот период, который за эти годы достиг совершеннолетия. По словам сербского историка Джуры Харди, Филипп Другет познакомился со своей новой родиной, нравами и обычаями провинциальных лордов, против которых он вскоре собирался сражаться, после того, как Карл стал законным и единственным королем Венгрии после своей третьей коронации в 1310 году.
Бюргеры Касса (ныне Кошице в Словакии) убили олигарха Амадея Аба в сентябре 1311 года. После этого Карл I Роберт был полон решимости искоренить олигархическое правление рода Аба. Однако сыновья Амадея восстали против короля. После серии военных стычек весной 1312 года молодой Филипп Другет участвовал в осаде замка Сарос (ныне Шариш в Словакии) в конце апреля или начале мая 1312 года, когда армия Карла захватила форт у родственников клана Аба — Золиом (Баласса). Во время осады Филипп отличился и получил две «смертельные раны». Если его ранения не были серьезными, вполне вероятно, что Филипп также участвовал в битве при Розгановцах 15 июня 1312 года, где Карл решительно разгромил объединенные войска клана Аба и Матуша Чака. После этого Карл начал войну против Матуша Чака с целью «возвращения захваченной королевской собственности» в начале 1313 года, захватив Нагишомбат. Филипп участвовал в этой кампании. К тому времени Филипп был одним из главных командиров королевской армии. Однако возможно, что королевская хартия 1317 года, в которой рассказывается о заслугах Филиппа, относится к неудачной военной экспедиции против Матуша Чака в сентябре 1311 года.
Вышеупомянутая хартия короля Карла также ссылается на другое столкновение между Филиппом Другетом и Матушем Чаком в области «Скепуса». Соответственно, олигарх вторгся на землю, чтобы разграбить и уничтожить королевские землевладения, но Филипп одержал «славную победу» и успешно отразил его армию. Историк Дьюла Кристо утверждал, что нападение Матуша Чака произошло на рубеже 1314 и 1315 годов, и отождествлял это место с регионом Шепессег (или Зипс, сегодня Спиш, Словакия). На самом деле Матвей Чак, который грабил этот регион, был едва разбит королевской армией. Во время решающей битвы Филипп чуть не попал в плен, его рука была тяжело ранена, и его жизнь спас один из его знакомых Николас Текеле. Напротив, историк Пал Энгель отождествил «Скепус» с городом Шепси (сегодня Молдава-над-Бодвой, Словакия) и датировал столкновение первой половиной 1317 года. Филипп Другет впервые был назван ишпаном комитата Шепеш и кастеляном одноименного замка в марте 1315 года. (его первоначальное основное место жительства). Пал Энгель утверждал, что король Карл проживал в регионе Шепессег в конце 1314 года и уволил своих бывших лояльных баронов, братьев Какаса и Генри Таркея, с их позиций в графствах Шепес и Сарос, соответственно. После этого Карл Роберт назначил Филиппа Другетов и Микса Акоша в качестве новых глав вышеупомянутых комитатов. Напротив, Кристо считал, что Карл прибыл в регион, чтобы укрепить свою роялистскую фракцию на северо-востоке Венгрии, и нет никаких записей о каких-либо военных действиях в регионе в этом году. Кристо утверждал, что Филипп сражался против Матуша Чака, когда он уже был ишпаном. Филипп занимал оба поста до своей смерти. С этим назначением он стал одним из баронов королевства, предоставив свои первые земельные владения и «служебные владения». Он считается основателем и первым членом семьи Другет, которая интегрировалась в венгерскую знать.
Влиятельный клан Борша в союзе с Петром, сыном Петенье, восстал против Карла I во второй половине 1316 года. Питер — изначально верный солдат короля — Занял видное положение на северо-востоке Венгрии, воспользовавшись тем политическим вакуумом, который образовался после распада доминиона клана Аба. В ответ Карл назначил Филиппа Другета ишпаном графства Абауй (или Уйвар) в конце 1316 года, заменив Яноша Абу, который не мог помешать быстрой экспансии Петра в регионе. В современных документах Филипп впервые появился в качестве главы комитата в марте 1317 года. Карл Роберт немедленно отреагировал на неблагоприятное развитие событий и начал многогранную войну против Якаба Борсы и его союзников в начале 1317 года. Король начал королевскую кампанию сначала против Петра, самого слабого члена антикоролевской коалиции. Филипп Другет и Микс Акош одновременно повели войска против фортов Питера в комитате Унг в первые месяцы 1317 года. Примерно в марте Другет захватил Генц, затем его армия выступила перед замком Регец, к которой также присоединились вспомогательные войска Ладислава Баксы из-за угрожающего нападения Другета. Регец был осажден и захвачен в апреле. В то же время Микс Акош ликвидировал власть Петра в Земпленском комитате, захватив замки Барко (Бреков), Боростьян и Бодрогшог (Клин-над-Бодрогом) в течение нескольких недель. Последний оплот Петра Есзено (Ясенов) был взят Филиппом Другетом в последние дни апреля или в начале мая 1317 года (согласно Энгелю, внезапное нападение Матвея Чака на Шепси также произошло примерно в это время). Аттила Жолдос предлагает Филиппу принять титул ишпана комитата Земплен после поражения Петра, сохраняя это достоинство до 1320 года, возможно, параллельно со своим местным соперником Ладиславом Баксой. Филипп присутствовал в королевском лагере, когда Карл Роберт вторгся во владения Матвея Чака и захватил Вишеград и Комаром (ныне Комарно в Словакии) осенью 1317 года. Сыновья покойного Амадея Аба снова восстали против короля в конце 1317 года, потому что их политический и социальный статус снизился из-за появления новой знати в регионе, в том числе Филип Другет и Микки Акош, которых послали подавить их восстание. Филипп захватил их крепости в Болдогке и их владения в комитате Шарош.
Филипп Другет участвовал в военной экспедиции против сербского короля Стефана Милутина летом 1319 года, в ходе которой Карл отвоевал Белград и восстановил банат Мачва. После этого Дожа Дебрецен и Филипп устранили власть сыновей покойного олигарха Иштвана Акоша в комитатах Боршод и Гем с осени 1319 года. 1319. Филипп осадил и захватил их замок в Деде. Война против сыновей Акоса продолжалась до следующего года. Примерно в августе Дожа и Филипп захватили еще несколько фортов в Хевеше, Геме и Нограде. Филипп присутствовал при осадах Сирока и Фюлека (сегодня Фиаково, Словакия). Филипп был назначен испаном графств Гем и Торна в 1320 году, занимая оба поста до своей смерти. Вполне вероятно, что примерно в то же время он также стал испаном графств Боршод и Хевеш. После смерти Матуша Чака в марте 1321 года королевская армия вторглась в провинцию покойного лорда, которая вскоре распалась, потому что большинство его бывших кастелянов сдались без сопротивления. Войска Филиппа присоединились к королевской армии в конце апреля. Филипп и несколько его приближенных, в том числе Николас Перени и Блез Фоньи, участвовали в осадах замков Тапольчаны и Тренчен (ныне Топочаны и Тренчин в Словакии соответственно).

## Создание провинции Другета
К началу XIV века в Венгерском королевстве сложилась политическая традиция, согласно которой обладатели главных королевских титулов (бароны) одновременно управляли одним или несколькими комитатами (графствами) в качестве ишпанов. Однако среди них географически четко определенная группа графств была постоянно отнесена только к юрисдикции воеводы Трансильвании, бана Славонии, а затем бана Мачвы. На северо-востоке Венгрии, где Филипп Другет постепенно расширял свое влияние, приобретая личные земельные владения и занимая должности (исшанаты), не было отдельной административной единицы (провинции). К 1320 году Филипп Другет служил представителем королевской власти в комитатах Сепеш, Абауй, Боршод, Гем, Торна и Хевеш, носил титул ишпан на этих территориях. В качестве «служебных феодов» (или почестей), которые обеспечивали доход от его должностей, Филипп также выступал в качестве кастеляна королевских замков Шепеш в комитате Шепеш, Фюзер, Регек, Генц, Болдогко, Ясо (Ясов), Сомоди (Дриеновец) в комитате Абауй, Дедес и Диосгьер (после 1323 года) в комитате Боршод и Шадвар в комитате Торна. Ранее эти форты принадлежали олигархическим провинциям Амадея Аба, Иштвана Акоша и Петра, сына Петенье, и их семьям, которые были побеждены один за другим к 1320 году. Помимо шести комитатов Филиппу также были оказаны почести, например, замок Фюлек (Филяково) в графстве Ноград, недалеко от юго-западной части его провинции. В графстве Шарош, которое не входило в его провинцию, Филипп также стал кастеляном Маковицы (Зборов) и Соколи (Сокол). В последнем случае прежняя историография ошибочно утверждала, что Филипп владел Соколами по наследственному праву. Где-то между 1328 и 1330 годами наследник Филиппа Уильям действительно получил форт от монарха, став собственностью Другета. Были также противоположные явления в отношении почестей. Например, несмотря на то, что Филипп выполнял функции испана комитата Хевеш, который был частью его провинции, его единственный замок Сирок охранялся королевским кастеляном Эмериком Висонтаем от имени короля. Благодаря этим почестям, связанным с его должностями в комитате, на северо-востоке Венгрии начала формироваться провинция Другет, сопоставимая как по своим размерам, так и по своим институтам. Филипп перенес свою провинциальную резиденцию в Уйвар в комитате Абауй в 1320 году.
Тесные отношения между комитатами, из которых состояла провинция, были инициированы учреждением, своеобразной канцелярией, которая впервые появилась в 1310-х годах, одновременно с восстановлением королевской власти. У него не было постоянного названия, его обычно называли «судьей, назначенным королем» (латинское: iudex a domino rege deputatus), в то время как современная историография называет их «королевским судьей» (венгерское: királybíró); не путать с королевским судьей достоинства). Эти ишпаны, которых называли королевскими судьями, получили дополнительную власть и были наделены полномочиями палатина на своих уважаемых территориях. Это оказалось временным решением, пока Карл не укрепил свою власть над Венгрией к 1323 году. Институт «королевского судьи» существовал постоянно только в случае баната Мачва и провинции Другет. Когда Филипп был назначен палатином в 1323 году, он отказался от этого титула (фактически, его существующая палатинская власть в его провинции была распространена на всю территорию страны), однако, когда Вильгельм унаследовал свою провинцию, он также был назначен королевским судьей до его собственного назначения палатином в 1334 году. Жолдос утверждает, что формирование создание отдельной прокоролевской провинции на северо-востоке Венгрии было создано для того, чтобы уравновесить и изолировать экспансионистскую политику Матуша Чака, самого ярого врага короля во время войны за объединение. Когда в конце 1322 года скоропостижно скончался другой королевский судья Дожа Дебрецен, Филипп унаследовал его комитаты Сабольч, Сатмар и Берег как «пустую честь», в то время как Томас Сеченьи управлял оставшимися двумя комитатами, Сольнок и Красна.
Образование провинции Другет не повлияло на администрацию уездного уровня. Каждый комитат был связан с королевским замком, число которых увеличивалось по мере расширения провинции. Филипп следовал той же государственной практике, что и другие бароны королевства; хотя он выполнял функции ишпана вышеупомянутых комитатов, практическими обязанностями управления графством занимались его местные заместители, вице-ишпаны и (вице-) кастеляны, которые принадлежали к его семье. На провинциальном уровне у Филиппа было два известных чиновника: казначей провинции (лат. magister tavernicarum) управлял его доходами, в то время как судья суда Визсоли служил Филиппу на поприще правосудия. Филиппу также приходилось сотрудничать с привилегированными группами на своей территории, немцами-ципсерами и десятикопеечной знатью. Однако Карл I не предоставил ни одному поселению полных муниципальных привилегий на территории провинции Другет из-за максимизации королевских доходов. Филипп предпринял безуспешную попытку приобрести Лоню в комитатае Берег, чтобы присоединить его к своей провинции, ложно утверждая, что оно ранее принадлежало владениям замка Фюзер.
В провинциальной администрации Филипа Другета появился профессиональный персонал. Среди них Стефан Зоард был назначен казначеем провинции в период с 1325 по 1326 год. Заместителем Филиппа в округе Шепеш был Томас Семсей, который занимал там пост вице-испана и вице-кастеляна с 1315 по 1327 год. Майкл, сын Ламперт (предок семьи Уйфалуси) был кастеляном Фюзера с 1320 по 1330 год, в то время как Лукас «Немец» был вице-ишпаном комитата Абауй с 1321 по 1329 год и кастеляном Генка с 1321 по 1324 год. Другими известными слугами были братья Блез и Джон Фоньи из рода Чак, который занимал различные должности в провинции. Нотариусом Филиппа был Матиас, который продолжил свою профессию при лордстве Вильгельма Другета. Несколько фамильяров Филиппа ранее присягнули на верность Амадею Аба и его клану, в том числе Николас Перени, Джон Форрой и Стивен Зоард. Двор в Визсолях уже имел традицию из олигархической провинции Амадеуса Абы с 1290-х годов. Филип Другет возродил это учреждение примерно в 1318 году. Его самый преданный Николас Перени возглавлял двор с самого начала и до 1334 года. Он был назначен судьей суда, затем заместителем судьи. Когда Филипп стал палатином в начале 1323 года, он временно назначил Перени своим «провинциальным» вице-палатином, в то время как некий Джон стал новым судьей суда в Визсолях. К лету того же года Филипп восстановил прежнее положение, и Перени стал главой суда в Визсолях с чином вице-судьи. Перени отвечал за судебные дела в провинции Другет и тех комитатов — Сабольч, Берег, Сатмар и Земплен, где Филипп исполнял обязанности временного королевского судьи, получая «пустые почести».

## Собственность
Всего за десять с лишним лет Филипп Другет стал одним из богатейших землевладельцев Венгерского королевства. Когда он умер, не оставив наследника мужского пола в 1327 году, его имущество (личное состояние) было возвращено короне, но Карл I сделал племянника Филиппа Вильгельма его наследником, и он возобновил и переписал предыдущие земельные пожертвования ему в августе 1327 года. Вильгельм Другет был введен в свои новые владения в феврале 1328 года. В этом документе перечисляются его унаследованные (то есть не почетные) владения (iure perpetuo). Соответственно, когда Филипп умер, он считался владельцем следующих замков и владений с их окрестностями: замки Любло и близлежащий город Подолин в Шепешском комитате (современные Стародубовня и Подолинец в Словакии соответственно), замок Палоча (Плавеч) с шестью деревнями: Бертот (Бертотовце), Уйфалу (Вамосуйфалу, современная Чминианска-Нова-Вес), Фрич (Фричовце), Хедри (Хендриховце), Сирока (Широкое), Витезфальва (Виаз) в комитате Сарос, замок Парич с деревней Теребеш (Требишов, Словакия), вместе с замками Барко и Ешено в комитате Земплен. Среди замков, которыми Филипп владел по праву наследования, только Любло в комитате Шепеш входил в границы провинции Другет, все остальные находились в комитатах Земплен и Шарош, которые в то время не входили в провинцию (позже Вильгельм распространил свое территориальное правление и на эти комитаты).
Существует неопределенность относительно того, когда именно он приобрел вышеупомянутые вещи. Карл I подарил ему замок Палоча в этой королевской хартии от 3 ноября 1317 года, в которой сохранились некоторые подробности ранней жизни и карьеры Филиппа. Король подтвердил дарение земли в 1323 году, когда начал использовать новую королевскую печать. К тому времени Филипп Другет также владел замком Любло с прилегающим к нему Подолином. Он приобрел замки в Земпленском комитате — Барко и Ешено — после поражения и падения Петра, сына Петенье, в 1317 году. Согласно реестру хартии 1831 года, который в настоящее время утерян, Филипп также стал владельцем дополнительных двадцати одного владения в Земпленском комитате, который ранее принадлежал олигархической провинции Петра: Петиче (Птичье), Кеменце (Каменица-над-Чирохоу), Синна (Снина), Таварна (Товарне), Штакчин (Стакчинская Розтока), Зубна (Зубне), Папфалва (Папин), Янкоц (Янковце), Ханкоц (Ханковце), Лацфалва (Лацковце), Хазина (Хажин-над-Чирохоу), Хомонна (Гуменне), Порубка (Крайна-Порубка), Герегинье (Градзаны), Кайна (Словенска Кайня), Лукашок (Лукачовце), Хольчикок (Хольчиковце), Вадна, Танкафалва, Племпнафалва и Кепла позже принадлежали княжеству Омонна в современной Словакии (последние четыре деревни не идентифицированы). Филипп также пожаловал незначительные владения из рушащегося богатства Петра, сына Петенье после 1317 года, в том числе Пихные в Земпленском комитате (Пичне, Словакия) и Саламон в Унгском комитате (Соломоново, Украина). Он также владел Захони в округе Сабольч (позже комитат Унг).
Согласно другому реестру утерянного документа 19-го века, Филиппу был пожалован замок Париш и его принадлежность, деревня Теребеш в 1319 году. До этого шесть деревень в округе Сарос принадлежали дворянской семье Синей, согласно договору о разделе имущества. их земли в 1320 году. Десять лет спустя Уильям Другет упомянул, что они были приобретены его дядей путем «обмена и покупки». Шиньи поддерживали Карла в его борьбе за венгерский престол, они также участвовали в битве при Розгонях, поэтому их потеря милости может быть исключена. Согласно Аттиле Жолдосу, Филипп был судьей в длительном судебном процессе между Синье и Мерой, и в течение этого времени (около 1324-26 гг.) он принудил продать шесть деревень, которые позже легализовал в королевской канцелярии. Вамосуйфалу был важным местом сбора таможенных пошлин на торговом пути между Лече и Эперьесом (современные Левоча и Прешов в Словакии соответственно), и Филипп стремился получить контроль над горным хребтом Браниско между своими земельными владениями в уездах Шепеш и Сарос. Филипп получил контроль над торговыми путями, которые соединяли регион Касса с Польшей и Галицией. Семья Мереи принадлежала к родственникам жены Филиппа, поэтому его участие в судебном процессе противоречило принципу конфликта интересов. Позже Филипп даже посадил Петера Синея в тюрьму за то, что он подал иск против Джона Мера из-за владения деревней Силва (Вельки Сливник) в округе Сарос. Согласно жалобе Рикальфа Таркоя от 1324 года, Филипп заставил его передать свои земельные владения, которые находились недалеко от замка Палоча вдоль рек Попрад и Люботин в графстве Сарош, который выполнил это из «страха перед его [Филиппа] гневом». Филипп стремился поселить немецких (саксонских) иммигрантов в своих редко населенных деревнях в округе Сарос, вокруг города Бартфа (Бардеев). В 1324 году он пожертвовал по две свободные земли каждому чиновнику солтеша в шести деревнях графства. Два года спустя он также предоставил вольности своему чиновнику, некоему Питеру в Вамосуйфалу, который отвечал за проведение дальнейших расчетов. Другим его известным местным чиновником (судебным приставом) был Бенедикт Беренчи в одной из трех деревень под названием Немети в комитате Абауй.
За пределами Северо-восточной Венгрии Филипп также владел некоторыми землями, включая Эршигет вдоль реки Дунай в графстве Фейер и соседнее Бесенье в графстве Пешт. Узнав, что поместье Эршигет ранее было частью семейного наследия Николаса Хахота, он передал землю своему другу и политическому союзнику, но сохранил деревню Бесенье для себя. Благодаря его судебной деятельности в качестве ишпана, а затем палатина, согласно которой он получил выгоду от части рассматриваемого имущества во время судебного процесса (судебные штрафы и конфискации), он также владел несколькими землями в течение более или менее длительных периодов — включая, например, Демечер, Вайя, Ласкод, Хангонь или Фелфалу (Хвалова, Словакия), которые он передал в руки своих знакомых или позволил первоначальным владельцам выкупить их в обмен на деньги.

## Палатин Венгрии
Когда Томас Сеченьи был назначен воеводой Трансильвании, Филипп Другет сменил его на посту казначея королевского двора в 1321 году. Хотя Филипп номинально стал членом двора королевы Елизаветы Польской, третьей жены Карла Роберта, он оставался сторонником короля, который также пользовался правом назначения должностных лиц королевского двора. С этим назначением Филипп поднялся в группу «крупных баронов», которые занимали одно из высших государственных должностей в Королевстве Венгрия. После внезапной смерти Дожи Дебрецени в конце 1322 или начале 1323 года Филипп Другет был назначен палатином Венгрии, самой влиятельной светской должностью после монарха, где-то между 14 и 20 января 1323 года . Основываясь на документе, возможно, что Филипп уже принял этот пост в декабре 1322 год, по словам историка Тибора Секша. Филипп впервые появился в этом качестве, по словам Энике Спекнера, когда 18 января было созвано палатинальное собрание в Гава в комитате Сабольч . В течение нескольких недель Филипп одновременно занимал пост палатина Венгрии и казначея королевского двора, на последнем посту его сменил Микс Акош в феврале 1323 года. В одном документе в марте 1323 года Филипп также упоминается как ишпан комитата Фейер. По словам Харди, Филипп стал лидером новой анжуйской аристократии, которая возникла после того, как Карл «полностью завладел» своим королевством к 1323 году. Его назначение палатином также стало огромным шагом вперед для его семьи; после пяти десятилетий службы один из Другетов поднялся со статуса придворной знати до ранга баронов королевства. Прежняя венгерская историография, которая ошибочно предполагала введение неаполитанских элементов в систему правления Карла, также связывала эти «усилия по реформированию» с личностью Филиппа Другета. Однако он был еще ребенком, когда навсегда покинул свою родину, поэтому он не мог быть ее инициатором из-за отсутствия опыта управления в Неаполитанском королевстве.
Вскоре после своего назначения палатином Венгрии Филипп Другет присоединился к военной экспедиции бана Славонии Николаса Фелселендваи в Хорватию в конце лета 1323 года, который начал наступление против Ивана Нелипича, мятежного хорватского лорда, установившего суверенную власть после падения олигархической семьи Шубичей. Кампания в конечном итоге провалилась после недолгих успехов, хотя и подняла Юрия II Шубича против Нелипича. Под командованием монарха Филипп также участвовал в военной кампании против нелояльных трансильванских саксов летом 1324 года.
Филипп Другет основал свой палатинальный суд в Визсолях в комитате Абауй, который находился на территории его провинции. Во время своего четырехлетнего пребывания на посту палатина Филипп созывал собрания комитатов преимущественно в северо-восточной части Венгрии; для комитатов Абауй, Сабольч, Берег, Угоча, Сатмар, Бихар в 1323 году, для Сабольча и Унга в 1324 году, для Сатмара в 1325 году и для Земплена, Сабольча и Сатмара в 1326 году. Согласно более поздним записям, он также председательствовал на собрании в комитате Бекеш в неустановленное время. По словам историка Аттилы Жолдоса, он осуществлял свою юрисдикцию, вытекающую из должности, над всем королевством. Напротив, Тибор Сек считает, что его компетенция не распространялась на Трансданубию и Западную Венгрию. Его вице-палатином был некий Томас, который проживал в Обуде и представлял своего господина в западной части королевства. Например, Томас председательствовал на собрании в комитате Зала в октябре 1325 года . Он также рассматривал судебные иски в комитатах Фейер, Тольна, Баранья, Шомодь и Зала в течение четырех лет, но лишь в ограниченной степени, по словам Сека, таким образом, палатинальный суд был более активен на северо-востоке Венгрии в течение срока полномочий Филиппа. Филипп также назначил вице-палатина в своей постоянной резиденции в Визсолях, где его верный Николас Перени был назначен вице-судьей, что привело к созданию двух параллельных палатинальных судов с постоянными местами в Обуде и Визсолях (однако, Перени обладал лишь ограниченными полномочиями по принятию решений, в отличие от Томаса). Следовательно, его уже существующее личное правление на северо-востоке Венгрии (где он уже осуществлял судебные [«палатинальные»] полномочия и именовался «королевским судьей» или «судьей, назначенным королем») и палатинальный институт были объединены в целом после 1323 года. Спекнер считает, что юрисдикция его двух палатинальных судов в Обуде и Визсолях территориально охватывала Западную и Восточную Венгрию соответственно . Напротив, Аттила Жолдос утверждает, что Филипп держал вице-палатина в Обуде, в то время как провинциальный суд, функционировавший в Визоли, был независим от пфальца, а Перени служил своему господину не как вице-палатин, а как (вице)-судья провинции. Филипп ввел систему двенадцати присяжных заседателей в качестве новшества в этих — палатинальных и провинциальных — судах в 1324 году. В двух документах того же года Филипп упоминается как «Судья половцев и печенегов» (лат. iudex Cumanorum и Byssenorum). Вполне вероятно, что Филипп Другет также снова управлял комитатом Земплен, обладая «пустой честью» с 1325 по 1327 год, после того как Микс Акош был назначен баном Славонии.

## Личная жизнь
Филипп Другет — типичный представитель новой знати, установил прочные личные отношения с новой анжуйской аристократией в Венгрии. Его почетным отцом был Деметрий Некчеи, который был ключевой фигурой в разработке финансовых реформ в качестве давнего главы казначейства, который также признал Филиппа своим приемным сыном. Филипп поддерживал дружеские отношения и с Томасом, архиепископом Эстергома, главой Венгерской католической церкви. Другой влиятельный прелат и королевский капеллан Чанад Телегди (впоследствии также архиепископ Эстергома) был его личным духовником. Все они учились в итальянских университетах. Сохранилось письмо Филиппу на латинском языке с личным тоном, написанное от руки Деметриусом Некчеем, что также свидетельствует о высокой грамотности и образованности Филиппа. Филипп также поддерживал тесные отношения с Николасом Хахотом. Другим политическим союзником был Микс Акош, бан Славонии с 1325 по 1343 год. Филипп также был одним из первых представителей западного рыцарства и придворной культуры в Венгрии. Вполне вероятно, что он был одним из основателей Ордена Святого Георгия, первого светского рыцарского ордена в мире, который был учрежден Карлом I в 1326 году. На двух его сохранившихся печатях (1322, 1324) также был изображен конный рыцарь. Историк Джура Харди считает, что фреска 1317 года в соборе Святого Мартина в Спишска-Капитула изображает коронацию Карла в 1310 году, а также изображает Филиппа Другета, держащего королевский меч во время церемонии. Большинство историков, основываясь на псевдонаписи 19-го века, ранее полагали, что на ней изображен один из вассалов Филиппа Томас Семсеи, вице-ишпан комитата Шепеш и заместитель кастеляна замка Шепеш с 1315 по 1327 год. Четыре буквы F на его стилизованном щите могли относиться к его латинизированному имени (Филиппус). Филипп также был покровителем августинской часовни, посвященной Святому Ласло в деревне Перени (современная часть Перин-Хима в Словакии) . Когда Вишеград стал столицей в 1323 году, Филипп несколько раз задерживался там, где у него также был дворец по соседству с резиденцией Микки Акоша.
Около 1318 года Филипп Другет женился на некой Маргарет. Она происходила из рода Менны, которая служила нянькой и фрейлиной при дворе королевы Елизаветы Куманской в 1260—1270-х годах и заботилась о нескольких детях королевской четы, включая Ладислава IV и Марию, будущую королеву-консорт Неаполя (бабушку Карла I по отцовской линии). За свою службу Менна и ее муж Михаил получили королевские поместья Алнемети, Фельнемети и Кезепнемети в комитате Абауй от королевы Елизаветы и королевы Изабеллы, супруги Ладислава IV (все три деревни принадлежат современному Милхошу в Словакии). У них родилась дочь Элизабет, дочерью которой была Клара, мать Маргарет. Она вышла замуж за некоего Николая, бюргера из Буды (возможно, сына Вейдунерия). Маргарет впервые появилась в исторических записях в конце 1324 года, когда она владела третьими участками в вышеупомянутых деревнях в качестве своего приданого с согласия своих родственников. К тому времени она уже была женой Филиппа, который в 1319 году оказал финансовую поддержку возведению часовни Павла, посвященной святому Ладиславу, близ Кезепнемети. У Филиппа и Маргарет не было выживших сыновей. В их браке родились две дочери; Клара стала женой сына Микса Акоса, в то время как Маргарет вышла замуж за Николая II Фелселендваи, который умер в октябре 1346 года. Клара скончалась незадолго до 1354 года, после чего ее сестра, вдова Маргарет, вышла замуж за своего бывшего шурина Акоша Микчфи. Вдова Филиппа Маргарет была еще жива в 1351 году. Она проживала в частной резиденции Уйвар, после того как Карл пожертвовал ее после смерти её мужа. Ей также принадлежали Фельнемети, Кезепнемети, а также Сомоги (Смижаны) в комитате Шепеш и таможня в Эре (Стражки, сегодня район Спишска-Бела).
К середине 1327 года здоровье Филиппа ухудшилось. В последний раз он появлялся как активный человек 7 июня 1327 года, когда его судили по судебному процессу в Визсолях. Его суд прекратил свою деятельность на ближайшие недели, как возможное свидетельство ухудшения его здоровья. В последний раз он упоминался как живой 22 июня. Он умер к 11 июля. Как один из немногих некоролевских особ, он был похоронен в базилике Успения Пресвятой Девы Марии в Секешфехерваре, месте захоронения венгерских королей. Его перстень с печаткой с фамильным гербом был раскопан там археологами в 1930-х годах. Филипп умер, не оставив законных наследников мужского пола. Вскоре после (или до) его смерти его брат Янош I и его племянники — Вильгельм, Николай I и Янош II — были приглашены из Неаполя в Венгрию, чтобы унаследовать его богатство и власть. После постоянного пребывания в Южной Италии Янош I Другет был назначен Карлом I палатином Венгрии в 1328 году, после почти годичной вакантности. Вильгельм, который уже проживал в Венгрии в августе 1327 года, стал наследником и новым лордом провинции Другетов на северо-востоке Венгрии, а позже также сменил своего отца на посту палатина, который умер в 1333 году . Более поздние отпрыски семьи Другетов, которая вымерла в 1684 году с казнью Жигмонда II из-за принца Эмерика Текели (последний член мужского пола епископ Валентин II умер в 1691 году), потомок младшего сына Яноша II, сохранение собственности в графстве Унг после снижения политического влияния во время правления короля Людовика I Великого.